# Maison Bruil
Le musée ethnographique de la Maison Bruil, parfois indiqué comme la Maison de l'alimentation, est un musée situé à Introd, en Vallée d'Aoste.

## Description
Le musée illustre les techniques traditionnelles de conservation et de transformation des aliments en Vallée d'Aoste.
La Maison Bruil se situe aux Villes-dessus, près du parc animalier d'Introd.
Le bâtiment a été construit par étapes entre 1680 et 1856, et représente à ce jour l'un des meilleurs exemples d'architecture alpine du XVIIe dans la vallée du Grand-Paradis. D'autres exemples présents en Vallée d'Aoste sont notamment la Maison Gérard-Dayné à Cogne et la Maison de Thomas à Champorcher.
La structure de la maison s'articule sur plusieurs étages et comprend :
- la cave
- l'étable (le boi[1], en patois introlein)
- le peillo (la pièce commune)
- la glacière
- le séchoir
- le grenier

La maison accueille l'exposition permanente Conserver le souvenir… se souvenir pour conserver, inaugurée en 2005 grâce à la collaboration entre le Bureau régional pour l'ethnologie et la linguistique (BREL), la commune d'Introd et la Fondation Grand-Paradis (qui a assuré la gestion du musée jusqu'en 2010), dans le domaine d'un projet Interreg.

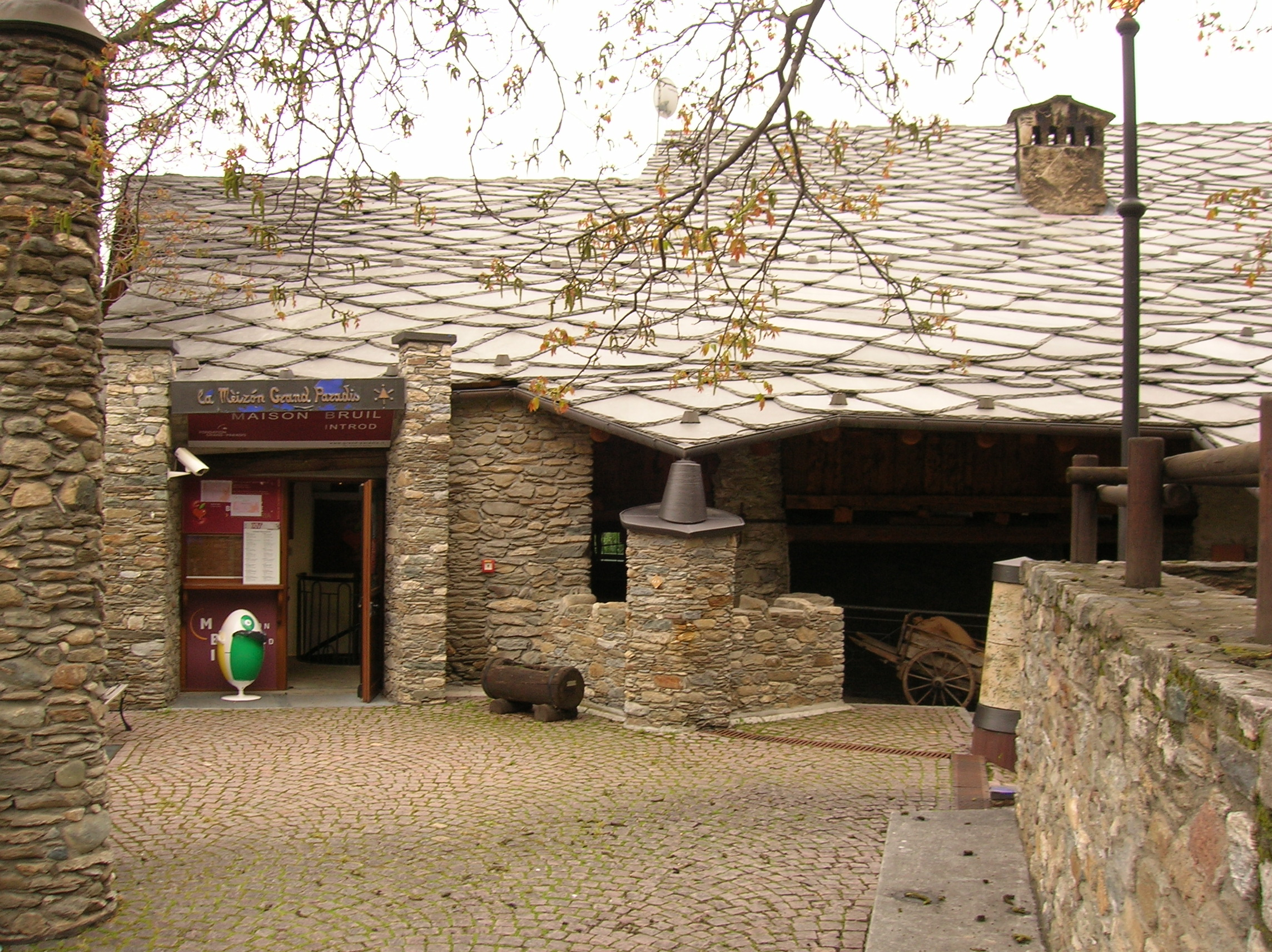
L'entrée
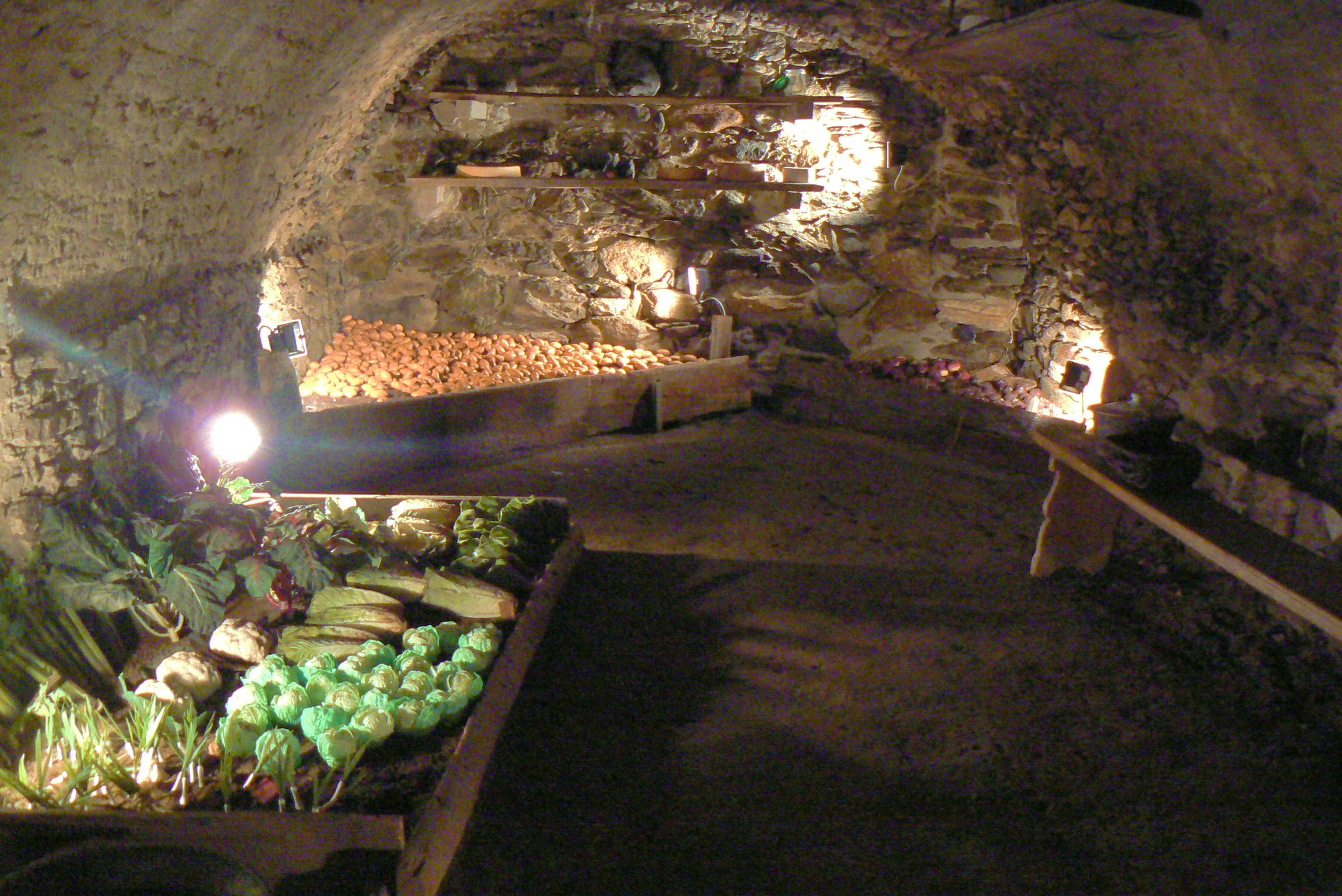
La cave
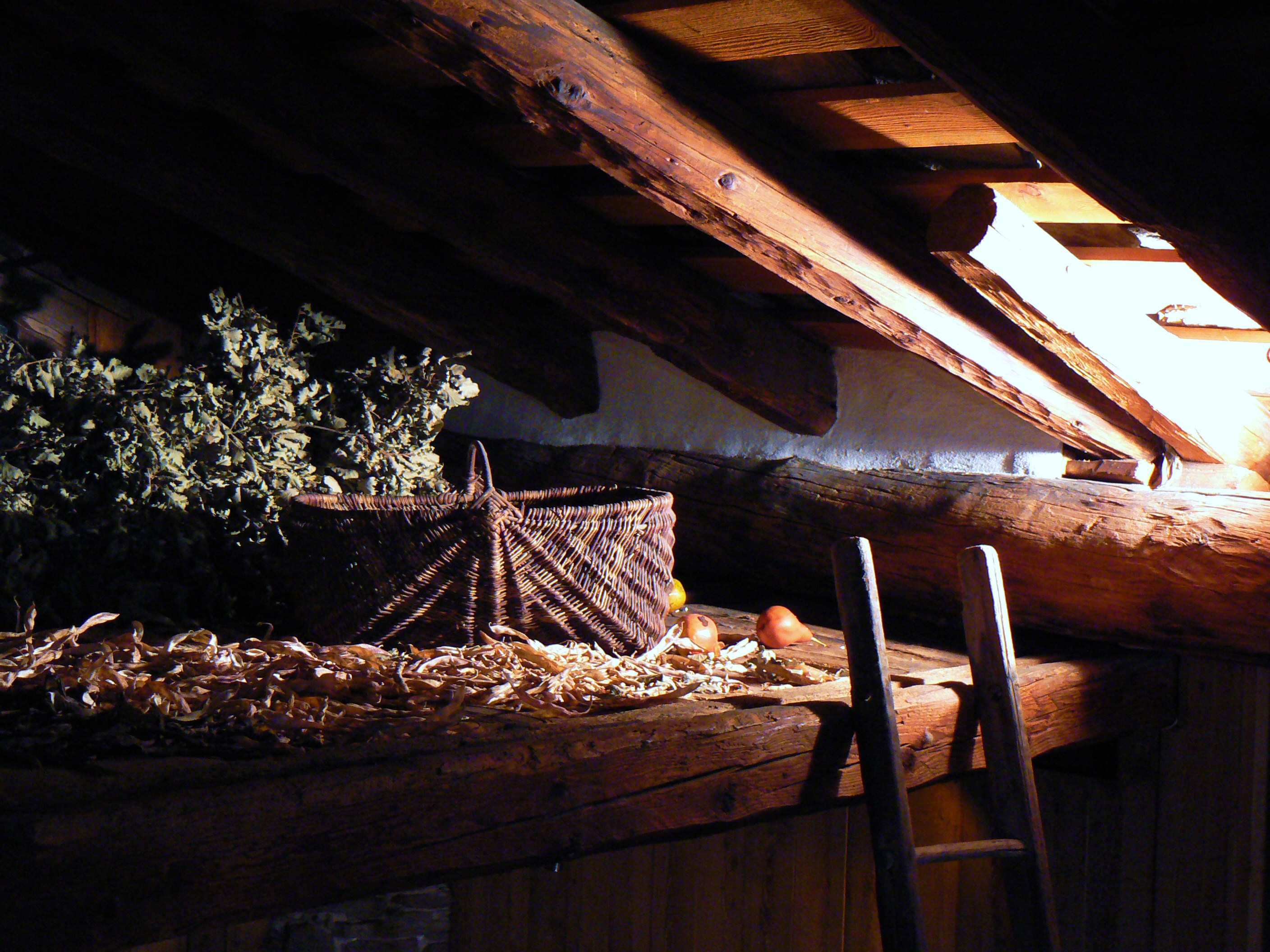
Poires et panier en osier
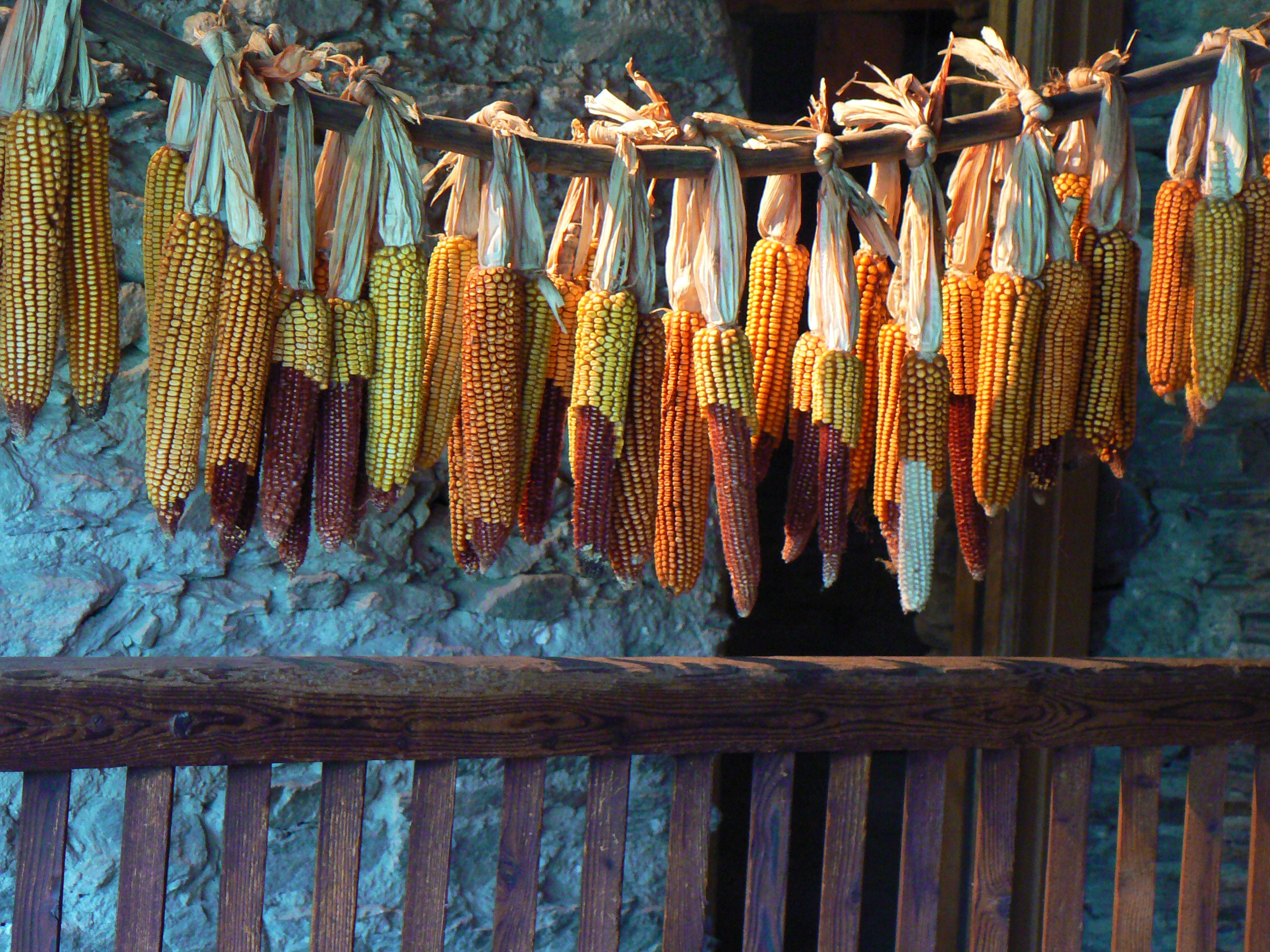
Séchage des épis de maïs